# فليمير زاييتش
فليمير زاييتش (بالكرواتية: Velimir Zajec)‏، من مواليد 12 فبراير 1956، لاعب كرة قدم يوغسلافي سابق، ومدرب كرة قدم كرواتي.
لعب مع منتخب يوغسلافيا لكرة القدم.

## مسيرته الكروية
لعب فليمير زاييتش خلال مسيرته الاحترافية مع ناديين في أربعة عشر موسمًا وسجل خلالها 24 هدفًا ضمن 305 مباراة. حيث فاز في أربعة مواسم بالكأس وفي موسمين بالدوري.
خاض فليمير زاييتش مسيرته مع نادي دينامو زغرب في موسم 1974–75 ليلعب معه عشرة مواسم، مشاركًا في 238 مباراة سجل خلالها 13 هدفًا. ثم انتقل إلى نادي باناثينايكوس في موسم 1984–85 ليلعب معه أربعة مواسم، حيث شارك في 67 مباراة سجل خلالها 11 هدفًا.

## روابط خارجية
- فليمير زاييتش على موقع الاتحاد الدولي (مؤرشف)  (الإنجليزية)
- فليمير زاييتش على موقع قاعدة بيانات كرة القدم.إي يو (الإنجليزية)
- فليمير زاييتش على موقع ناشيونال فوتبول تيمز (الإنجليزية)
- فليمير زاييتش على موقع عالم كرة القدم.نت (الإنجليزية)